# End of the Millennium
End of the Millennium är 59 Times the Pains tredje studioalbum, utgivet 1999.

## Låtlista[1]
1. "Working Man Hero"
2. "Me Against the World"
3. "Turn at 25th"
4. "Priority #1"
5. "Need No Alibi"
6. "Weakend Revolution"
7. "Found Home"
8. "Broken Unity"
9. "Got It All in Sight"
10. "Make It Go Away"
11. "Daily Mind Distortion"
12. "Clear Enough?"
13. "Punkrock College (on the Show)"

## Personal[1]
- Dan Swanö - mixning
- Georgo - producent
- Magnus Larnhed - sång, gitarr
- Michael Conradsson - bas
- Niklas Lundgren - gitarr
- Peter in de Betou - mastering
- Toni Virtanen - trummor